# Vincenc Mastný
Vincenc Mastný (23. listopadu 1809 Jičín – 14. března 1873 Lomnice nad Popelkou) byl český podnikatel a politik, v 60. letech 19. století poslanec Českého zemského sněmu.

## Biografie
Působil jako textilní podnikatel a starosta města Lomnice nad Popelkou. Jeho otec byl obchodníkem (faktorem) v Jičíně, ovšem část svých podnikatelských aktivit měl i v Lomnici. Vincenc se v Lomnici usadil roku 1837, kdy zde koupil dům čp. 17. Převzal pak rodinnou firmu. Postupně zaměstnával jako faktor až 1500 domácích tkalců. Roku 1855 zřídil závod na Karlově vybavený parním šlichtovacím strojem a ručními dřevěnými stavy, které měly regulátor na stejnosměrné posouvání tkaniny. Roku 1858 zavedl mechanické stavy. Krátkodobě čelil krizi, ale firma přetrvala i v dalším období a roku 1903 měla 800 stavů.
Starostou Lomnice byl v období let 1850–1863. Do funkce byl zvolen 19. října 1850. Po obnovení ústavního života v Rakouském císařství počátkem 60. let 19. století se zapojil i do zemské politiky. V zemských volbách v Čechách v roce 1861 byl zvolen v městské kurii (volební obvod Lomnice – Nová Paka – Sobotka) do Českého zemského sněmu. Zvolen byl jako nezávislý český kandidát. Podle jiného zdroje ho ale do sněmu navrhla Národní strana (staročeská). Na poslanecký mandát rezignoval roku 1863.
Jako starosta se zasloužil o zřízení městské záložny, jejímž předsedou následně byl. Prosazoval také vznik průmyslové školy v Lomnici. Společně s MUDr. Kabeláčem, který se později sám stal starostou, iniciovali založení měšťanské školy. Působil i jako regionální dopisovatel časopisu Posel z Prahy. Když při požáru roku 1862 shořela dosavadní lomnická radnice a dalších 41 domů, koupil továrník Vincenc Mastný spáleniště a obratem je daroval obci pro zbudování nové radnice. Dal si ale podmínku, že v budově bude umístěno i divadlo, knihovna, záložna, místnosti pro průmyslovou školu a byt učitele. Základní kámen k nové radniční budově byl položen 2. května 1864 a ještě téhož roku byla stavba dokončena. Roku 1866 se mu dostalo od císaře za loajálnost a činy během okupace Pruskem výrazu Nejvyšší spokojenosti.

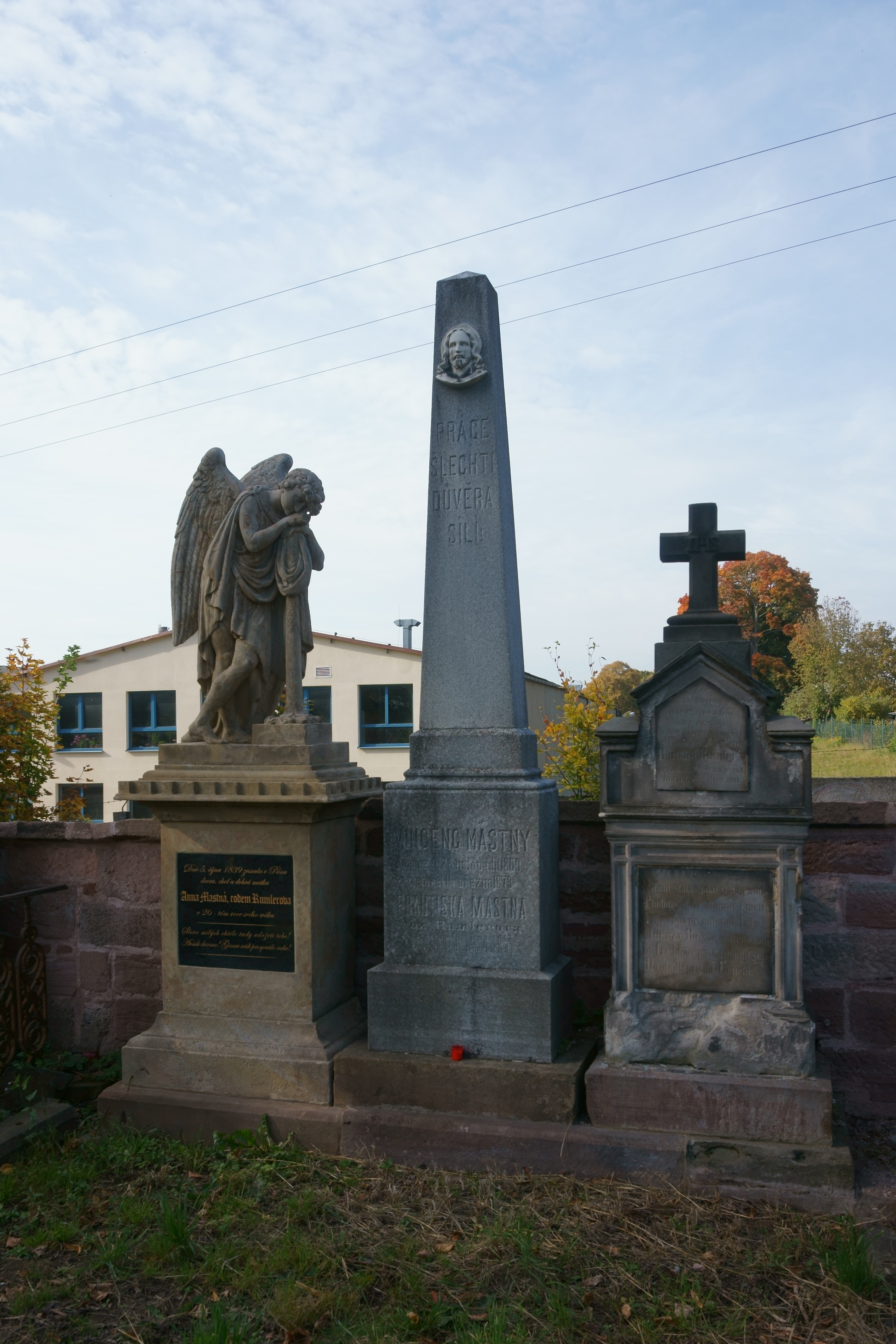
Hrob na lomnickém hřbitově

Zemřel ráno 14. března 1873 na vysílení.